# Agnes de Mille

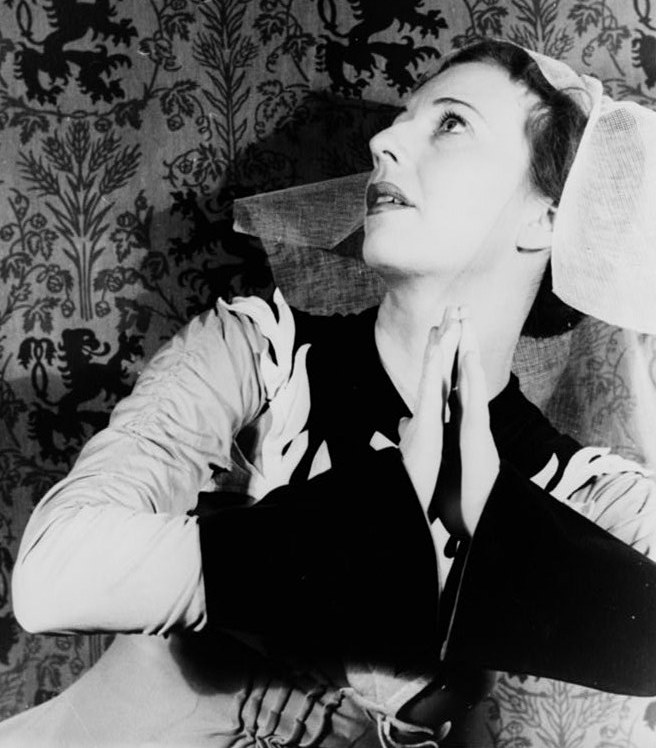
Agnes de Mille

Agnes de Mille (ur. 18 września 1905 w Nowym Jorku, zm. 7 października 1993 tamże) – amerykańska tancerka i choreografka. Odznaczona Narodowym Medalem Sztuki.
Karierę zaczynała jako tancerka. Jako choreografka wykazywała się nowatorskim podejściem do baletu w musicalu, co było widoczne już w scenie snu w spektaklu Oklahoma! (1943). Wśród późniejszych musicali, do których układała choreografię, znajdują się: Carousel (1945) i Paint Your Wagon (1951).